# Rui Manuel César Costa
Rui Manuel César Costa OIH (Amadora, 29 de março de 1972) é um dirigente e ex-futebolista português que atuava como meio-campista. Atualmente é o presidente do Sport Lisboa e Benfica.
Apelidado de "O Maestro", é considerado um dos melhores playmakers[carece de fontes?] de sempre. Rui Costa ficou reconhecido pela sua excelente técnica e elegância, controle de bola refinado em espaços curtos, incrível capacidade de organização e visão de jogo, bem como uma especial aptidão pelos remates de longa distância. É considerado pelos especialistas como um dos grandes médios ofensivos do mundo do futebol e um dos melhores futebolistas portugueses de todos os tempos.
Com uma carreira de topo que durou 17 anos, Rui Costa representou o Benfica, Fiorentina e Milan, onde venceu vários troféus, incluindo a Primeira Liga, Taça de Portugal, Serie A, Copa da Itália, Supercopa Italiana, UEFA Champions League e UEFA Super Cup. A nível internacional obteve 94 internacionalizações, onde marcou 26 golos. Representou a Seleção Portuguesa em três Eurocopas e uma Copa do Mundo. E foi campeão do Mundo no Mundial Sub-20 de 1991.
Está incluído na lista FIFA 100, como um dos melhores jogadores de todos os tempos, foi por 3 vezes nomeado para a Bola de Ouro (1996, 2000, 2001),[carece de fontes?] e também incluído no FIFA World Player of the Year 2001.
Foi feito Oficial da Ordem do Infante D. Henrique no dia 5 de julho de 2004.

## Carreira como jogador

### Início
Nascido em Damaia, antiga freguesia da Amadora, aos cinco anos entrou para as categorias de base do Damaia Ginásio Clube. Quatro anos depois, com nove anos de idade, tentou a sua sorte nos treinos de captação do Benfica. Passados dez minutos de treino, Eusébio, que estava observando os futuros craques, ficou impressionado com a habilidade do jovem jogador. Durante oito anos aprimorou a qualidade nas categorias de base do Sport Lisboa e Benfica, até 1990, onde esteve emprestado por uma temporada ao Fafe. Retornou ao Benfica e conquistou uma Taça de Portugal (1992–93) e uma Primeira Liga (1993–94).

### Fiorentina
A Fiorentina interessou-se pelo meio-campista e desembolsou 1,2 milhões de contos (cerca de 6 milhões de euros). A transferência, da responsabilidade do empresário Manuel Barbosa, serviu como um balão de oxigênio para as finanças do clube, que na época vivia grandes problemas financeiros.
Rui Costa jogou sete temporadas na Fiorentina, onde conquistou duas Copas da Itália e uma Supercopa. Apesar das dificuldades, conseguiu ser eleito em algumas temporadas o melhor camisa 10 do futebol italiano, desbancando grandes jogadores como Zinédine Zidane, da Juventus. Rui Costa era companheiro do centroavante Gabriel Batistuta, e quando se falava da possível saída do argentino para outro clube, o português afirmou: "Para onde eu for, o meu par vai comigo". Muitas foram as vezes em que se falou da sua saída, mas Rui Costa manteve-se até a entrada em falência do clube de Florença.
No dia 13 de agosto de 1996, a Fiorentina foi a equipe convidada pelo Benfica para o jogo de abertura da temporada. Rui Costa marcou o único gol da Viola na partida, e ao marcar contra o seu clube do coração, não conseguiu segurar o choro.

### Milan
No ano de 2001, o treinador turco Fatih Terim (que havia comandado a equipe de Florença uma temporada antes) foi contratado pelo Milan e levou Rui Costa consigo por 36,6 milhões de euros. O português jogou cinco temporadas no clube rossonero, onde no total conquistou uma Copa da Itália, uma Liga dos Campeões da UEFA, uma Supercopa da Itália, um Campeonato Italiano e uma Supercopa da UEFA.

### Retorno ao Benfica
Acertou seu retorno ao Benfica em maio de 2006, sendo apresentado no dia 25 de maio. A transferência, desta vez, foi a custo zero e só foi possível porque Rui Costa e Milan rescindiram o acordo que os ligava por mais uma época.
Rui Costa assinou em branco com o Benfica, deixando a Luís Filipe Vieira a opção do seu vencimento como jogador. Ficou com 500 mil euros anuais, o teto salarial do clube na altura.
Encerrou a sua carreira futebolística na temporada de 2007–08. Seu último jogo foi contra o Vitória de Setúbal, no qual foi substituído aos 86 minutos para receber uma enorme ovação do público.

### Seleção Nacional
Pela Seleção Portuguesa Sub-20, sagrou-se campeão do Mundial Sub-20 de 1991, vencendo na final o Brasil na disputa por pênaltis. A final foi realizada no antigo Estádio da Luz, e Rui Costa converteu a penalidade que definiu a vitória.
Já pela Seleção Portuguesa principal, estreou em 1993 e disputou sua última partida em 2004, contra a Grécia, na final da Eurocopa. Na ocasião, a Seleção Grega venceu por 1–0 e sagrou-se campeã do torneio.

## Carreira como dirigente
Foi anunciado como diretor desportivo do Sport Lisboa e Benfica no dia 14 de maio de 2008, deixando para trás uma carreira respeitável e iniciando um novo ciclo no clube.
Durante a janela de transferências desse verão, Rui Costa contratou alguns jogadores de renome, como o meio-campista argentino Pablo Aimar, o ponta-esquerda espanhol José Antonio Reyes e o atacante hondurenho David Suazo por empréstimo, recebendo imensos elogios da administração e dos adeptos.
No verão seguinte, após uma campanha decepcionante na liga, Rui Costa aumentou ainda mais os seus esforços para fortalecer a equipa do Benfica. Nesse sentido, fez várias contratações importantes, como o avançado argentino Javier Saviola, o volante brasileiro Ramires e o volante espanhol Javi García, juntamente com o experiente treinador português Jorge Jesus. As suas principais contratações acabariam por se revelar bem-sucedidas, o Benfica acabou por conquistar a Primeira Liga na temporada 2009–10 pela primeira vez em cinco anos. O Benfica também venceria a Taça da Liga na mesma temporada derrotando o Porto na final por 3 a 0.
Assumiu provisoriamente a presidência do Benfica em 9 de julho de 2021, após a suspensão do então presidente Luís Filipe Vieira, anunciando que seriam convocadas eleições antecipadas assim que possível. Já no dia 21 de setembro, anunciou a sua candidatura à presidência do clube, anunciando que concorreria nas eleições de 9 de outubro desse ano. Com 84,48% dos votos, no dia 9 de outubro foi eleito presidente do clube.

## Títulos como jogador
Benfica
- Taça de Portugal: 1992–93
- Primeira Liga: 1993–94

Fiorentina
- Copa da Itália: 1995–96 e 2000–01
- Supercopa da Itália: 1996

Milan
- Troféu Luigi Berlusconi: 2002, 2005 e 2006
- Copa da Itália: 2002–03
- Liga dos Campeões da UEFA: 2002–03
- Supercopa da UEFA: 2003
- Série A: 2003–04
- Supercopa da Itália: 2004

Seleção Portuguesa
- Campeonato Mundial de Futebol Sub-20: 1991

### Prémios individuais
- FIFA 100[24]
- Melhor jogador do Torneio de Toulon: 1992
- Melhor marcador do Torneio de Toulon: 1992
- Equipa ideal do Campeonato Europeu de Futebol: 1996 e 2000
- FIFA XI: 1998[25]
- FIFA World Player of the Year: 2001 (12º lugar)[10]
- Bola de Ouro: 1996[carece de fontes?] (26º lugar), 2000[26] (24º lugar), 2001[27] (25º lugar)
- Jogador com mais assistências da Liga dos Campeões da UEFA: 2002–03
- Prémio Eurochampion - Melhor estrangeiro da Série A - 2000-01[28]
- Jogador do mês da SJPF: Setembro de 2007
- Prêmio Cosme Damião - Futebolista do Ano: 2007
- Jogador do Ano do Benfica: 2008
- Hall of Fame - A.C. Milan[29]
- XI de todos os tempos - Fiorentina[30]
- IFFHS - melhor XI de todos os tempos - Portugal[31]
- Globe Soccer Awards - Seleção Portuguesa de todos os tempos[32]
- AFS Top-100 Jogadores de todos os tempos (85º lugar): 2007[carece de fontes?]
- The Guardian - Melhor XI anos 90 - Série A[33]
- Série A - Equipa do Ano - 1994–95,[34] 1998–99[35] e 2000–01[36]
- 90min - Melhores jogadores anos 90 da Série A[3]

## Títulos como Dirigente

### Futebol Masculino
- Primeira Liga: 2022-23
- Taça da Liga: 2024-25
- Supertaça Cândido de Oliveira: 2023

### Futebol Feminino
- Campeonato Nacional: 2021/22, 2022/23, 2023/24, 2024/25
- Taça de Portugal: 2023/24
- Taça da Liga: 2022/23, 2023/24, 2024/25
- Supertaça: 2022, 2023